# Syndrome de Budd-Chiari
Pour les articles homonymes, voir Budd et Chiari (homonymie).
 Mise en garde médicale
Le syndrome de Budd-Chiari, peu fréquent, résulte de l’obstruction d’au moins une des trois veines sus-hépatiques par une thrombose ou une tumeur. Il peut également être dû à une compression d'au moins une de ces veines par un kyste hydatique du foie.
Le résultat est une nécrose des segments hépatiques, exception faite du premier segment se jetant directement dans la veine cave inférieure sans passer par les veines sus-hépatiques.
Ce syndrome doit son nom à George Budd, un médecin britannique et à Hans Chiari, un pathologiste autrichien. 

## Symptômes
Ils résultent de la congestion hépatique et de l'Hypertension portale : Ascite, Circulation collatérale, Hépatomégalie douloureuse. Le syndrome peut cependant être asymptomatique, révélé uniquement par des perturbations de la biologie.
Il peut se présenter sous forme d'une insuffisance hépatique aiguë, de mauvais pronostic.

## Causes et facteurs de risque
Les syndromes myéloprolifératifs, comme la maladie de Vaquez, facilitent la thrombose, en particulier des veines sus-hépatiques et constituent la cause la plus fréquente du Budd-Chiari.
Les différentes thrombophilies congénitales en sont une autre cause : mutation du facteur V,  anomalie du facteur II, déficit en protéine C, en Protéine S, en antithrombine III. Le diagnostic est cependant rendu plus complexe car les différents facteurs intervenant dans l'hémostase sont synthétisés par le foie et sont donc abaissés en cas d'insuffisance hépato-cellulaire.
Certaines maladies acquises peuvent se compliquer de ce syndrome : maladie de Behçet, Anticoagulant lupique et Syndrome des antiphospholipides, comme d'autres états inflammatoires ou cancer.
La grossesse constitue un facteur de risque en raison du risque plus élevé de thrombose, de même la prise de contraceptifs oraux
Une cause plus rare est la compression des veines sus-hépatiques par une tumeur ou par un kyste hydatique du foie.
Dans 20 % des cas, aucune cause n'est retrouvée et on parle alors de formes idiopathiques.

## Diagnostic
Le Scanner avec injection permet de visualiser la compression ou l'occlusion des veines sus-hépatiques, de même l'IRM avec injection. Ils mettent aussi en évidence les défects perfusionnels hépatiques.
l'échographie abdominale peut objectiver un élargissement des veines sus-hépatiques atteintes avec présence d'un thrombus et anomalie du flux Doppler avec hépatomégalie. Dans les formes chroniques, il existe une réduction du calibre des veines sus-hépatiques , qui prennent la forme d'un cordon fibreux ,. Il peut exister une hypertrophie marquée du segment I hépatique , en raison de son drainage par la veine cave inférieure avec mise en évidence des veines de drainage segmentaires. Une circulation collatérale peut être dépistée. Des signes d’hypertension portale ou de cirrhose avec ses complications, doivent être systématiquement recherchés.

## Incidence
Il y aurait environ un cas sur 100 000 personnes. En France, on estime le nombre de personnes touchées à, au plus, quelques centaines.

## Espérance de vie
La maladie est de mauvais pronostic sans traitement. L'espérance de vie est de 90 % à 10 ans en 2005.

## Traitement
La prise en charge du syndrome de Budd-Chiari a fait l'objet de la publication de recommandations de sociétés savantes. Celles de l'« American Association for the Study of Liver Diseases » datent de 2020
Le traitement anticoagulant au long cours permet d'éviter la progression ou l'apparition d'une nouvelle thrombose d'une veine sus-hépatique. Le traitement de la cause, quand elle est possible, est naturellement indispensable. Un traitement fibrinolytique local peut être proposé dans certains cas. Une reperfusion veineuse par angioplastie peut être également proposée.
La mise en place d'un shunt intrahépatique par voie transjugulaire (TIPS) peut être une solution dans les formes graves avec de bons résultats à long terme.
En cas de maladie constituée, le traitement est celui de la cirrhose pouvant aller jusqu’à la transplantation en cas d'insuffisance hépatique grave.

## Complications
Ce sont ceux de la cirrhose.